# Magdalena penitente (El Greco, Kansas)
Magdalena penitente es una pintura realizado por Doménikos Theotocópuli—el Greco—  realizada hacia 1577, que forma parte de las colecciones del Museo de arte Nelson-Atkins, en Kansas City (Misuri).

## Introducción
En su catálogo razonado de obras del Greco, Harold Wethey distingue cinco modelos sobre el tema de Magdalena penitente. Según este autor, el presente lienzo es el segundo que el pintor realizó sobre dicho tema, y conforma el tipo II del mismo. Esta segunda versión se diferencia de la Magdalena penitente (Worcester) —modelo del tipo I— en que el fondo rocoso, con la calavera, el frasco de ungüentos y la hiedra, aparecen en la parte derecha de la composición,

## Temática de la obra
María Magdalena es la síntesis de tres personajes que el papa Gregorio Magno reconoció como sola persona:
1. María de Betania, la hermana de Marta y de Lázaro. (Lc 10: 38-42[4]y Jn 11: 1-4[5])
2. La mujer que ungió con ungüento los pies de Jesús y los secó con sus cabellos. (Lc 7:36-50)[6]
3. La mujer que estuvo al pie de la cruz (Mc 15:40)[7]o mirando desde lejos (Mt 27:55-56,[8] Jn 19:25[9]y Lc 23:49[10]) durante la crucifixión, y fue más tarde a la tumba de Jesús, siendo la primera persona que lo vio después de su resurrección.[11]

## Análisis de la obra

### Datos técnicos y registrales
- Kansas City (Misuri), Museo de arte Nelson-Atkins,[12]
- Pintura al óleo sobre lienzo;
- Dimensiones:104 x 85 cm, según Wethey (101,6 x 81,92 cm, según el museo);
- Datación: ca.1580-1585;
- No está firmado;
- Catalogado por: Wethey con el n.º 260, y por Tiziana Frati con la referencia 20-b.[13]

### Descripción de la obra
Con el hermoso tratamiento del cabello, la delicadeza del velo transparente y el cromatismo frío y luminoso de la obra, el Greco logra una sensualidad y un refinamiento mucho más intensos que en la variante anterior. Aunque el cuello de Magdalena sigue siendo demasiado largo, tiene una forma más verosímil y su mirada, dirigida hacia al Cielo con ojos llorosos, es también más convincente que la del tipo I. En conjunto, es una obra más dulce, más primorosa y menos teatral. También el punto de vista es más cercano, y la geometrización de la figura no es tan intensa como en la primera versión. Según Gudiol, en esta obra,el Greco consigue un modelado más fundido y espontáneo, que se ocultaba en la geometrización del tipo I.
Con las dos primeras versiones de este tema, el Greco puso las bases para sus tres posteriores variaciones del mismo. También sentó las bases para temas afines, como los lienzos sobre Las lágrimas de San Pedro (obras originales).o algunas obras sobre Francisco de Asís. Efectivamente, en estas pinturas vuelve a representar personajes en primer plano, en actitudes extáticas, con los ojos llorosos vueltos hacia el Cielo, ante un fondo rocoso con hojas de hiedra o de vid y, a veces, con una calavera.

### Estado de conservación
El estado de conservación no es el deseable, porqué ha sufrido restauraciones abusivas. Según Wethey, el cielo está muy repintado.

## Procedencia
- D.J. Rodrígues, Sevilla (1908);

- Enrique Martínez Lechón, Sevilla (hacia 1929);
- M. Gutiérrez, Sevilla;Versión del Museo de Bellas Artes de Bilbao
- Raimundo Ruiz y Ruiz, Madrid;

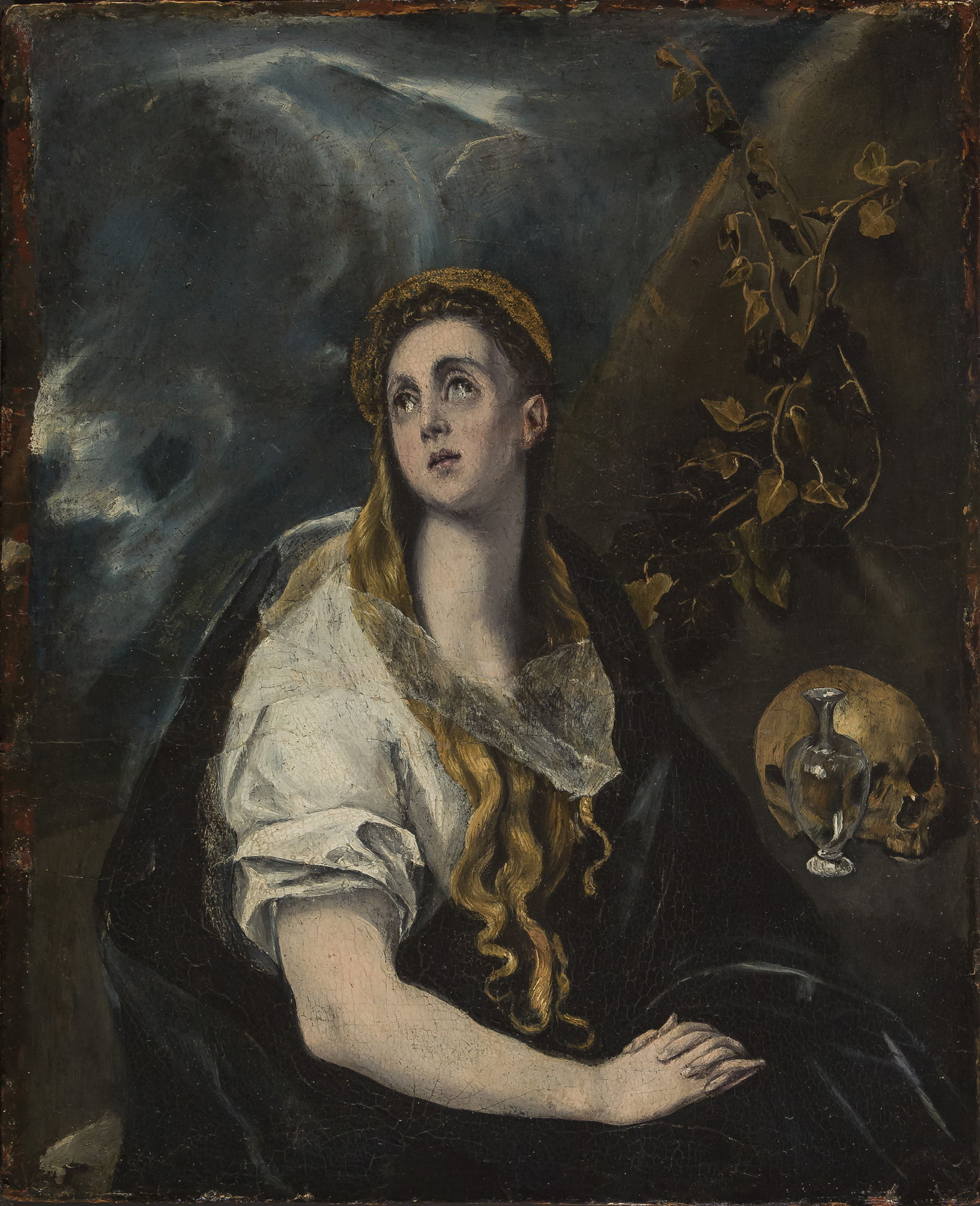
Versión del Museo de Bellas Artes de Bilbao

- Adquirido por la William Rockhill Nelson Gallery en 1930.[18]

## Copias del tipo II
- Paradas (Sevilla) Iglesia parroquial; Óleo sobre lienzo; Discípulo muy aventajado del Greco; Comienzos del siglo XVII; Dimensiones: 98 × 97 cm.; Es la copia más interesante. Ver: Magdalena penitente (El Greco, Paradas).
- Bilbao; Museo de Bellas artes; Óleo sobre lienzo adherido a tabla; Copia ca. 1625-50, según Wethey (c. 1640-1660, según el museo); Dimensiones: 30 × 25 cm, según Wethey (30,8 x 25 cm, según el museo); Copia pequeña y mediocre, según Wethey.[19]
- ¿Antiguamente? en una colección privada de Montevideo; óleo sobre lienzo; ¿Copia del siglo XVII?; Dimensiones: 86,4 x 67,3 cm; Obra mutilada, excesivamente limpiada y repintada;[20]

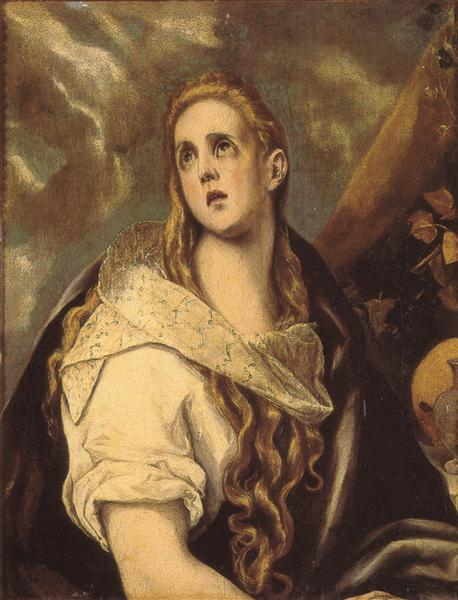
Versión de una colección privada.